# 袁思俊
袁思俊（2000年5月29日—），中国职业斯诺克选手。

## 职业生涯
袁思俊从10岁开始打斯诺克，他在13至16 岁之间以外卡选手的身份參加了諸多职业賽事。 2016年，袁思俊在2016年中国公开赛首轮以5-0击败世界排名第13的馬丁·古爾德，随后又以2-5负于格林美·杜特。 当他在2016年10月的2016年斯诺克上海大师赛上再次面对馬丁·古爾德时，他再次以5-0获胜。

## 个人
從2018/2019赛季开始，袁思俊搬到了达灵顿居住。